# Gitsberg
De Gitsberg is een heuvel in de Belgische provincie West-Vlaanderen, genoemd naar het gelijknamige gehucht op de top. Dit gehucht ligt net ten zuiden van de dorpskern van Gits. De Gitsberg komt uit op de Heuvelrug van Hooglede, een uitloper van het Plateau van Tielt. De helling is uitgevoerd in kasseien en omgeven door bomen.

## Wielrennen
De helling wordt opgenomen in de Handzame Classic en de Grote Prijs Jean-Pierre Monseré. In 2011 zat de helling in het Belgisch kampioenschap wielrennen op de weg.